# Farah Palmer Cup
La Copa Farah Palmer es un torneo provincial de rugby femenino disputado en Nueva Zelanda.

## Historia
El torneo fue fundado en 1999, denominándose Women's Provincial Championship hasta el año 2016 cuando tomó el nombre actual homenajeando a Farah Palmer jugadora histórica de las Black Ferns entre 1996 y 2006, ganadora de tres ediciones de la Copa Mundial Femenina de Rugby.

## Campeones
| Temporada | Campeón          | Subcampeón       |
| --------- | ---------------- | ---------------- |
| 1999      | Auckland         | Wellington       |
| 2000      | Auckland         | Otago            |
| 2001      | Auckland         | Wellington       |
| 2002      | Auckland         | Wellington       |
| 2003      | Auckland         | Wellington       |
| 2004      | Auckland         | Canterbury       |
| 2005      | Auckland         | Canterbury       |
| 2006      | Wellington       | Auckland         |
| 2007      | Auckland         | Otago            |
| 2008      | Auckland         | Canterbury       |
| 2009      | Auckland         | Canterbury       |
| 2011      | Auckland         | Wellington       |
| 2012      | Auckland         | Canterbury       |
| 2013      | Auckland         | Canterbury       |
| 2014      | Auckland         | Waikato          |
| 2015      | Auckland         | Wellington       |
| 2016      | Counties Manukau | Auckland         |
| 2017      | Canterbury       | Counties Manukau |
| 2018      | Canterbury       | Counties Manukau |
| 2019      | Canterbury       | Auckland         |
| 2020      | Canterbury       | Waikato          |
| 2021      | Waikato          | Canterbury       |
| 2022      | Canterbury       | Auckland         |
| 2023      | Auckland         | Canterbury       |
| 2024      | Waikato          | Canterbury       |
| 2025      |                  |                  |

## Palmarés
| Equipo           | Títulos | Temporadas                                                                                     |
| ---------------- | ------- | ---------------------------------------------------------------------------------------------- |
| Auckland         | 16      | 1999, 2000, 2001, 2002, 2003, 2004, 2005, 2007, 2008, 2009, 2011, 2012, 2013, 2014, 2015, 2023 |
| Canterbury       | 5       | 2017, 2018, 2019, 2020, 2022                                                                   |
| Waikato          | 2       | 2021, 2024                                                                                     |
| Wellington       | 1       | 2006                                                                                           |
| Counties Manukau | 1       | 2016                                                                                           |